# Fú Jiān
|  | Per altres persones anomenades igual, vegeu Fu Jian. |

Fú Jiān (苻堅) (337–385), nom de cortesia Yonggu (永固) o Wenyu (文玉), formalment Emperador Xuanzhao dels Qin (anteriors) ((前)秦宣昭帝), va ser un emperador (qui, això no obstant, usà el títol de "Príncep dels Cels" (Tian Wang) durant el seu regnat) de l'estat xinès/di dels Qin anteriors, sota el govern del qual (assistit pel seu primer ministre Wang Meng) l'estat dels Qin anteriors va abastar la seva major glòria destruint els Yan anteriors, Liang anteriors, i Dai i prenent la Província Yi dels Jin (益州, actual Sichuan i Chongqing), postulant destruir Jin també per unificar la Xina, fins que va ser repel·lit a la batalla del Riu Fei en el 383. Per diverses raons, l'estat dels Qin anteriors aviat es va ensorrar després d'eixa derrota, i el mateix Fú Jiān va ser assassinat pel seu antic subordinat, Yao Chang l'emperador fundador dels Qin posteriors, en 385 EC.

## Inicis
Fú Jiān va nàixer el 337, quan el nom familiar encara era Pu (蒲), de Fu Xiong (苻雄) i la seva esposa, la Dama Gou. El seu avi Pu Hong (蒲洪) va ser un cacic Di i un major de Zhao posteriors, servint sota el violent emperador Shi Hu, pel qual no obstant Pu va tenir gran respecte. Més tard, durant la caiguda de Zhao posteriors, Pu Hong es va canviar el nom a Fu Hong, i va planejar una conquista de la regió de Guanzhong, però va ser enverinat pel general Ma Qiu (麻秋). Va ser succeït pel seu fill, l'oncle de Fú Jiān, Fu Jiàn, que va avançar cap a l'oest conquistant la regió de Guanzhong i les províncies circumdants. En açò, ell va rebre competentment el suport del pare de Fú Jiān, Fu Xiong, a qui ell va crear Príncep de Donghai. En el 354, mentre hi era a una campanya, Fu Xiong va transir. Com el fill de l'esposa de Fu Xiong, Fú Jiān va heretar el títol de Príncep de Donghai, tot i que ell tenia almenys un germà gran, Fu Fa (苻法), el qual va ser creat Príncep de Qinghe. Fú Jiān desenvolupà una reputació de ser filial i tenir visió de futur, així com de ser una persona informada i capaç.
A mesura que Fú Jiān es feia major, ell va rebre algunes responsabilitats militars sota el seu cosí Fu Sheng, al qual Fu Jiàn va succeir després de la seva mort el 355. En el 357, quan Yao Xiang (姚襄), un important cacic qiang, va atacar Jin anteriors, esperant conquerir-lo, Fú Jiān va ser un dels generals que va lluitar contra ell i el va derrotar, capturant-lo i ajusticiant-lo al camp de batalla. El germà de Yao Xiang, Yao Chang, es va rendir. Inicialment, el major Fu Huangmei (苻黃眉), el Príncep de Guangping, volia executar a Yao Chang, però Fú Jiān va intercedir, i Yao Chang va ser perdonat.
El regnat de Fu Sheng va estar ple de violència, arbitrarietat i crueltat. D'ençà que va començar a manar executar oficials rere oficials en la seva administració, tots els nobles i oficials es van sentir temorosos de ser el pròxim objectiu. Un nombre d'oficials van tractar de convèncer a Fú Jiān d'enderrocar a Fu Sheng, i estava dins de les fases de la planificació que Fú Jiān, presentat per l'oficial Lü Polou (呂婆樓), es trobés amb Wang Meng, amb qui va desenvolupar una amistat immediata. Fú Jiān tenia previst actuar contra Fu Sheng però va vacil·lar, ja que Fu Sheng era un poderós guerrer.